# Adiantum
Adiantum es un género de helechos de la familia de las Pteridáceas caracterizado por la presencia de hojas basales (hojas que salen en la parte baja de la planta cerca del suelo), pecioladas, glabras y divididas en pinnas flabeladas. Tomando como representante a la especie Adiantum capillus-veneris. Se los llama comúnmente culantrillos.

## Descripción
Se trata de hierbas perennes, con rizoma largo y rastrero, de reproducción por soros situados en el envés de las pinnas terminales de las hojas, cubiertas por éstas a modo de pseudoindusio, que habita en paredes rocosas de fuentes y lugares umbríos.

## Lista de especies
- Lista de especies de Adiantum

## Usos
El Adiantum capillus-veneris posee actividad analgésica y antitusígena. Se emplea abundantemente en la España Mediterránea como remedio muy específico.

## Taxonomía
El género fue descrito por  Carlos Linneo y publicado en Species Plantarum 2: 1094. 1753.
Etimología;
Adiantum: nombre genérico que proviene del griego antiguo, que significa "no mojar", en referencia a las hojas, por su capacidad de arrojar el agua sin mojarse.